# Estação Ferroviária da Senhora da Hora

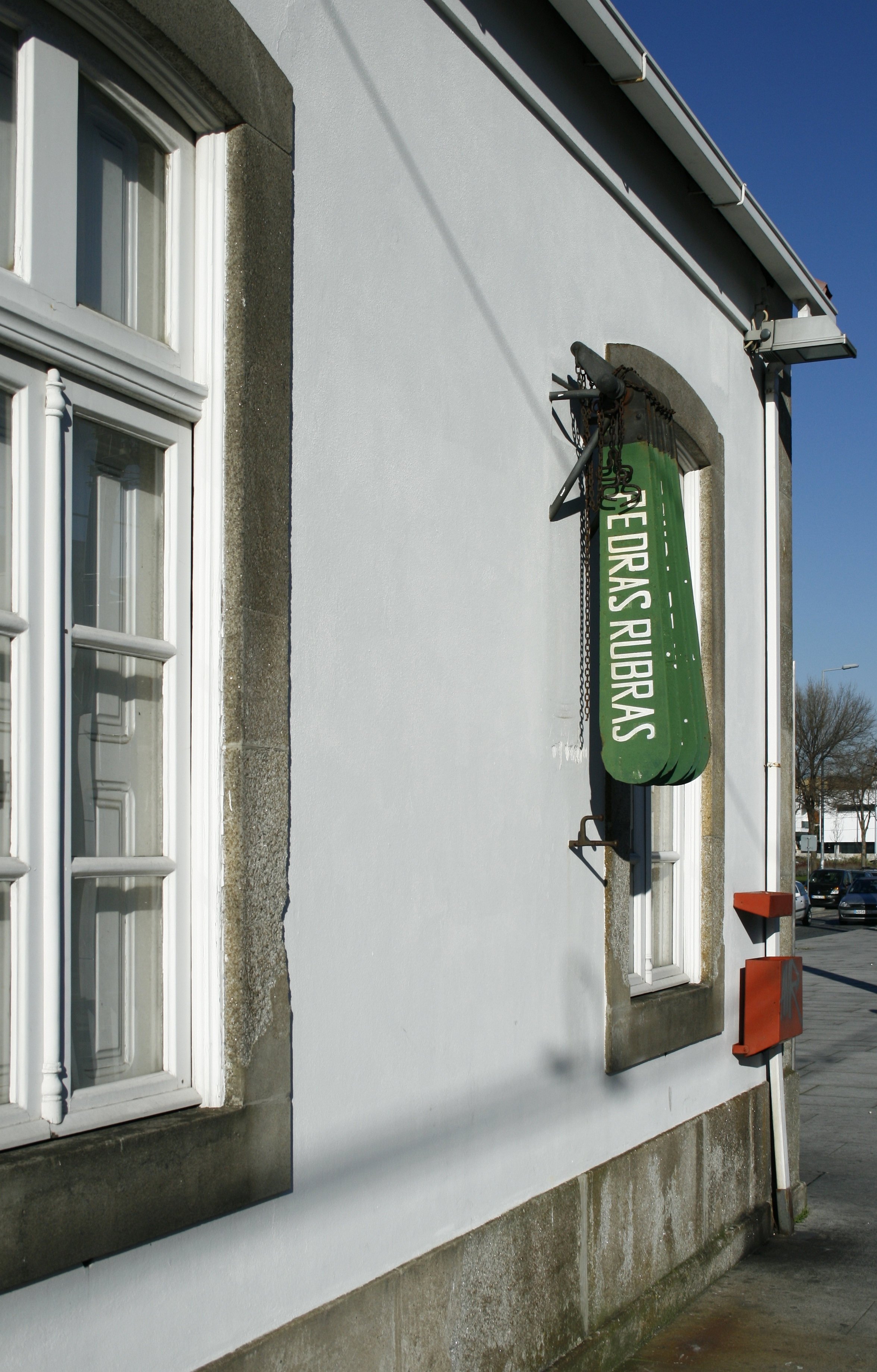
Indicador de destino na Estação de Senhora da Hora, ainda preservado em 2010.

A Estação Ferroviária de Senhora da Hora, igualmente denominada de Vila de Bouças, foi uma interface da Linha do Porto à Póvoa e Famalicão, que funcionava como entroncamento com a Linha de Guimarães e o Ramal de Matosinhos, e que servia a localidade de Senhora da Hora, no município de Matosinhos, em Portugal. Foi encerrada em 2002, tendo as antigas dependências sido integradas na Estação Senhora da Hora do Metro do Porto.

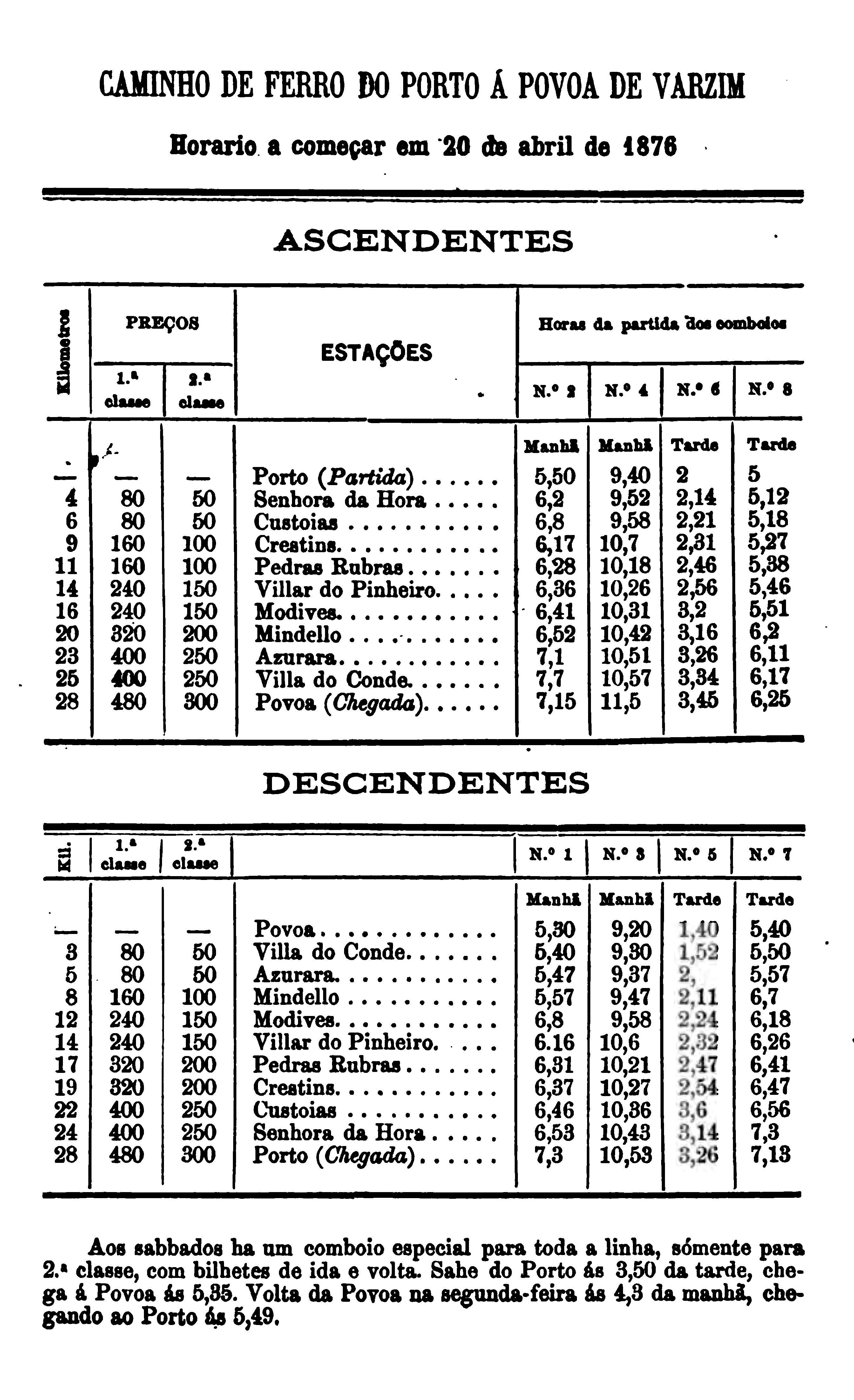
Horário de 1876 para os comboios entre o Porto (Boavista) e a Póvoa de Varzim, onde surge a estação de Senhora da Hora.

## História

### Século XIX
O edifício de passageiros da antiga estação situava-se do lado poente da via (lado esquerdo do sentido ascendente, à Póvoa de Varzim), no troço da Linha da Póvoa entre Porto-Boavista e Póvoa de Varzim, que entrou ao serviço em 1 de Outubro de 1875, utilizando originalmente bitola de 900 mm.
Em 1884, os empreiteiros Dauderni & Duparchy, que tinham sido contratados para a construção dos molhes no Porto de Leixões, construíram um ramal ferroviário de via estreita desde as Pedreiras de São Gens até à área portuária, cruzando esta estação. Após o término das obras do porto, o ramal foi aproveitado para o transporte de passageiros e mercadorias, sob a gestão da Companhia do Caminho de Ferro do Porto à Póvoa e Famalicão, tendo a circulação principiado em 1893. Inicialmente, apenas existia uma concordância a Norte da estação, mas foi construída uma segunda concordância a Sul, autorizada por uma portaria de 30 de Maio de 1898, de forma a se poderem efectuar serviços directos entre Porto-Boavista e Matosinhos.
Após a conclusão das obras, este ramal foi inicialmente aproveitado como a primeira ligação ferroviária ao Porto de Leixões, mas as suas características técnicas limitavam muito a sua utilização comercial, motivo pelo qual começou a ser pensada uma nova linha desde o porto até à rede ferroviária nacional. Assim, nos finais do século XIX, foram estudadas vários traçados para este caminho de ferro, tendo a comissão técnica que foi nomeada para delinear o Plano da Rede Complementar ao Norte do Mondego defendido a construção de uma nova linha desde o ponto quilométrico 2,500 da Linha do Minho (um pouco a norte de onde viria a ser Contumil), passando por esta estação. Esta ligação, denominada Linha de Leixões, entrou ao serviço muito mais tarde, em 1938, com um traçado modificado que não passa por esta estação.

### Século XX

#### Décadas de 1900 e 1910
Nos princípios do século XX, iniciaram-se os primeiros esforços para a fusão da Companhia da Póvoa com a Companhia do Caminho de Ferro de Guimarães e outras empresas interessadas na construção de caminhos de ferro de via estreita, formando uma grande rede ferroviária nas regiões do Minho e de Trás-os-Montes. No âmbito deste processo, deveria ser construída uma via férrea que ligasse a rede do Porto à Póvoa e Famalicão à Linha de Guimarães, que se deveria iniciar em Lousado e terminar junto desta estação. Estes planos foram suspensos na Década de 1910, devido aos problemas financeiros criados pela Primeira Guerra Mundial. Entretanto, em 1 de Julho de 1909 a Gazeta dos Caminhos de Ferro noticiou que a Companhia da Póvoa tinha sido autorizada a duplicar a via férrea entre esta estação e a da Boavista.

#### Décadas de 1920 e 1930
Posteriormente, o projecto para o ramal de ligação entre as duas linhas foi modificado, de forma a terminar no Mindelo em vez desta estação. No Diário do Governo, I Série, de 28 de Outubro de 1926, foi publicado um relatório do Conselho Superior de Obras Públicas sobre o pedido de fusão entre as duas companhias, onde se recomendava uma nova alteração no ramal, que se deveria iniciar na Trofa e terminar num ponto da Linha da Póvoa entre esta estação e Pedras Rubras. Ainda nesse ano, as duas companhias pediram autorização para construir aquela via férrea, utilizando o traçado recomendado. De forma a fundir as duas redes, a bitola da via férrea já existente deveria ser alargada de 900 mm para 1000 mm. Em 1 de Janeiro de 1927, a Gazeta dos Caminhos de Ferro noticiou que o Ministério do Comércio tinha publicado um decreto que autorizou a fusão das duas empresas, e a construção da via férrea para unir as duas redes, que deveria sair da Trofa, passar por São Pedro de Avioso e terminar num ponto da Linha da Póvoa entre esta estação e Pedras Rubras, que seria determinado por estudos posteriores. A construção desta linha era parte de um grande plano para a expansão da rede de via estreita nas regiões do Minho e de Trás-os-Montes, que ficaria desta forma unida ao Porto de Leixões pelo Ramal de Matosinhos.

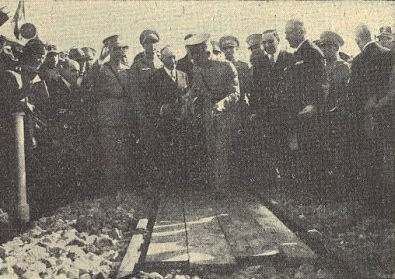
Cerimónia de inauguração do troço até à Trofa, nesta estação, em 1932.

A fusão entre as duas companhias foi concretizada ainda em 1927, formando a Companhia dos Caminhos de Ferro do Norte de Portugal. Em 8 de Agosto, foi assinado o contrato para várias obras, incluindo o alargamento da bitola e a construção do lanço entre esta estação e a Trofa.
Em 1930, foi emitido um decreto com o Plano Geral da Rede Ferroviária, que introduziu novos projectos e reorganizou a rede já existente, tendo renomeado o lanço entre esta estação e a Póvoa de Varzim para Linha do Litoral do Minho, que deveria ser prolongada até Viana do Castelo. Também foi criado um novo projecto, o da Linha de Crestuma, que deveria unir esta estação à Linha do Vouga, com cerca de 25 km.
Em 11 de Fevereiro de 1932, foram concluídas as obras entre esta estação e a Trofa. Este lanço foi inaugurado em 14 de Março de 1932, tendo a cerimónia tido lugar nesta estação. A linha entrou ao serviço no dia seguinte. A construção deste troço, em conjunto com a posterior instalação da via férrea desde a Boavista até Trindade, integrou-se num período de crise para os caminhos de ferro em Portugal, durante as décadas de 1920 e 1930, devido à evolução do transporte rodoviário e à crise financeira. Nesta altura, a bitola da Linha da Póvoa foi então alterada dos 900 mm originais para 1000 mm.
Em Janeiro de 1933, foi duplicado o troço entre esta estação e a Boavista. Nesse ano, a gerência da Companhia do Norte foi suspensa pelo governo e substituída por uma comissão administrativa, devido aos problemas financeiros da empresa. Em 16 de Novembro de 1935, a Gazeta dos Caminhos de Ferro relatou que os antigos gerentes tinham entregue um memorando ao presidente do ministério, onde pediam autorização para voltarem às suas funções e iniciarem um programa de reconstituição financeira da empresa, e onde prometiam várias obras para melhorar os serviços dos comboios, incluindo a duplicação da via férrea entre esta estação e a estação de Matosinhos-Leça.

#### Década de 1940
Em 1947, a Companhia do Norte foi integrada na Companhia dos Caminhos de Ferro Portugueses.

#### Década de 1960
Em 30 de Junho de 1965, foi encerrada a exploração ferroviária do Ramal de Matosinhos.

### Transição para o Metro do Porto
Em 1996, já se previa a adaptação dos troços da Trindade à Póvoa de Varzim, e entre esta estação e a Trofa.
Em 28 de Abril de 2001, foi encerrado o troço entre esta estação e a Trindade, tendo sido criado um serviço alternativo de autocarros a partir da Praça da República. Também foi encerrado o lanço até Pedras Rubras, uma vez que as obras de adaptação desta interface a terminal provisório ainda não estavam terminadas, prevendo-se a sua conclusão após aquele fim de semana. Assim, foi criado outro serviço de autocarros, que ligava a Rotunda dos Produtos Estrela à estação de Pedras Rubras, onde se apanhavam os comboios para a Póvoa de Varzim. O terminal provisório nesta interface consistia em várias plataformas, e uma praça para os autocarros de substituição. Previa-se que quando a primeira fase do Metro do Porto entrasse em funcionamento, em Novembro de 2002, seria iniciada a intervenção no troço entre esta estação e a Trofa, sendo terminados os serviços ferroviários igualmente no troço até à Póvoa de Varzim, sendo ambos substituídos por autocarros a partir da estação Senhora da Hora do Metro do Porto.

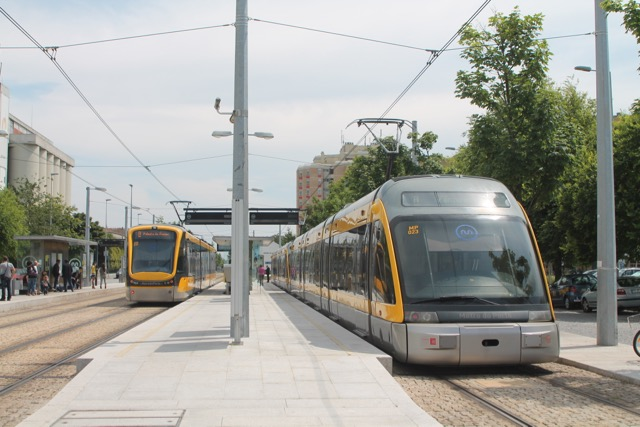
Veículos do Metro do Porto circulando na Estação Senhora da Hora, vendo-se ao fundo o edifício de passageiros.

O restante traçado (linhas da C.P. para a Póvoa de Varzim e para Guimarães), também entregue à mesma empresa, só foi encerrado a 23 de Fevereiro de 2002. Já no século XXI, entre 2001 e 2002, a estação foi remodelada e tornou-se numa das principais estações do Metro do Porto; no edifício principal foram colocadas a Loja Andante, nas antigas bilheteiras e uma sala das máquinas e uma sala de convívio e descanso para os maquinistas, no resto do edifício. O velho barracão de madeira das mercadorias viria a arder em Março de 2007.[carece de fontes?]

A actual estação do metro situa-se 110 m a norte do antigo edifício, mantendo dois pequenos e obsoletos abrigos.[carece de fontes?]